# 市立須坂図書館
市立須坂図書館（しりつすざかとしょかん）は、長野県須坂市須坂にある公立図書館。1926年（大正15年）に私立図書館として創立し、1981年（昭和56年）に建設された独立館舎を利用している。
「ほのぼの川柳 ほくしん流」、「信州須坂どこでも図書館」など地域と連携した活動を展開し、プロの講師による「やさしい朗読講座」を開講している。

## 歴史

### 私立須坂図書館（1903-1939）

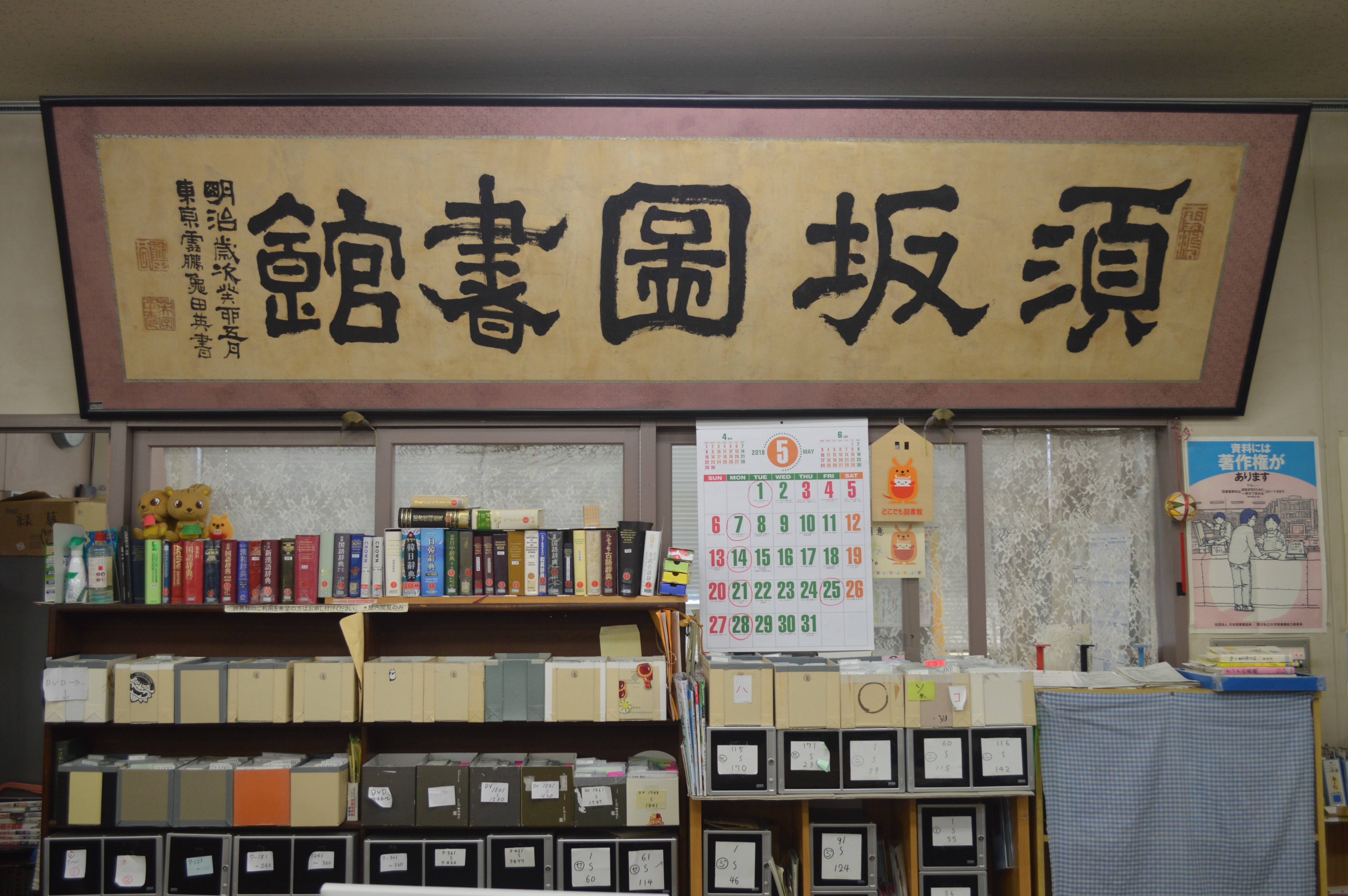
須坂図書館時代からある扁額

1903年（明治36年）に葦沢義定（あしざわ ぎじょう）・青木甚九郎ら住民有志が図書を寄贈・委託・購入によって集め、同年5月に寿泉院（じゅせんいん）住職であった葦沢が代表者となって同院内に須坂図書館を設置した。蔵書数は3,487冊と当時の長野県の図書館では4番目に蔵書の多い図書館であった。当時の扁額（亀田雲鵬・筆）は現今の須坂図書館のカウンターに掲げられている。1905年（明治38年）9月24日には図書館の事業として、国語・漢文・算術・倫理・実業・経済・法制などを無償で教授する夜学を開講し始めた。この背景には、徴兵制度改正に伴って実施された学力検査で須坂町の青年の成績が芳しくなかったことと、1904年（明治37年）から須坂町へ電灯が利用できるようになったことがある。葦沢は1918年（大正7年）に小布施町の玄照寺へ招かれたため須坂を離れ、須坂図書館の記録がなくなることから、活動を停止したものとみられる。
須坂町青年会は皇太子（後の昭和天皇）御成婚記念として図書館を設置することを決議し、1924年（大正13年）1月より具体的な検討を始め、1926年（大正15年）3月28日、私立須坂図書館を設立した。須坂市の歴史書や市当局は、市立須坂図書館の始まりをこの時点としている。図書館は約2,000冊を保有し、須坂尋常高等小学校（現・須坂市立須坂小学校）内に設置され、青年会が運営した。須坂小への設置はあくまでも暫定措置で、将来的な町立移管、独立館の設置も計画されていた。また須坂町会は5年間、500円を毎年図書館に支出するという決議を行っている。当時の須坂町は製糸業の最盛期で、長野電鉄長野線の須坂 - 権堂間の開通や私立須坂商業学校（現・長野県須坂創成高等学校）の開校など大規模事業が続いていた。
現今の須坂市域ではほかにも、1921年（大正10年）に高甫村の高甫小学校同窓会が運営する高甫文庫が設置された。高甫文庫は高甫小学校音楽室の一角に図書を配し、自宅に持ち帰って本を読んでもらう形式を採った。

### 町立須坂図書館（1939-1954）

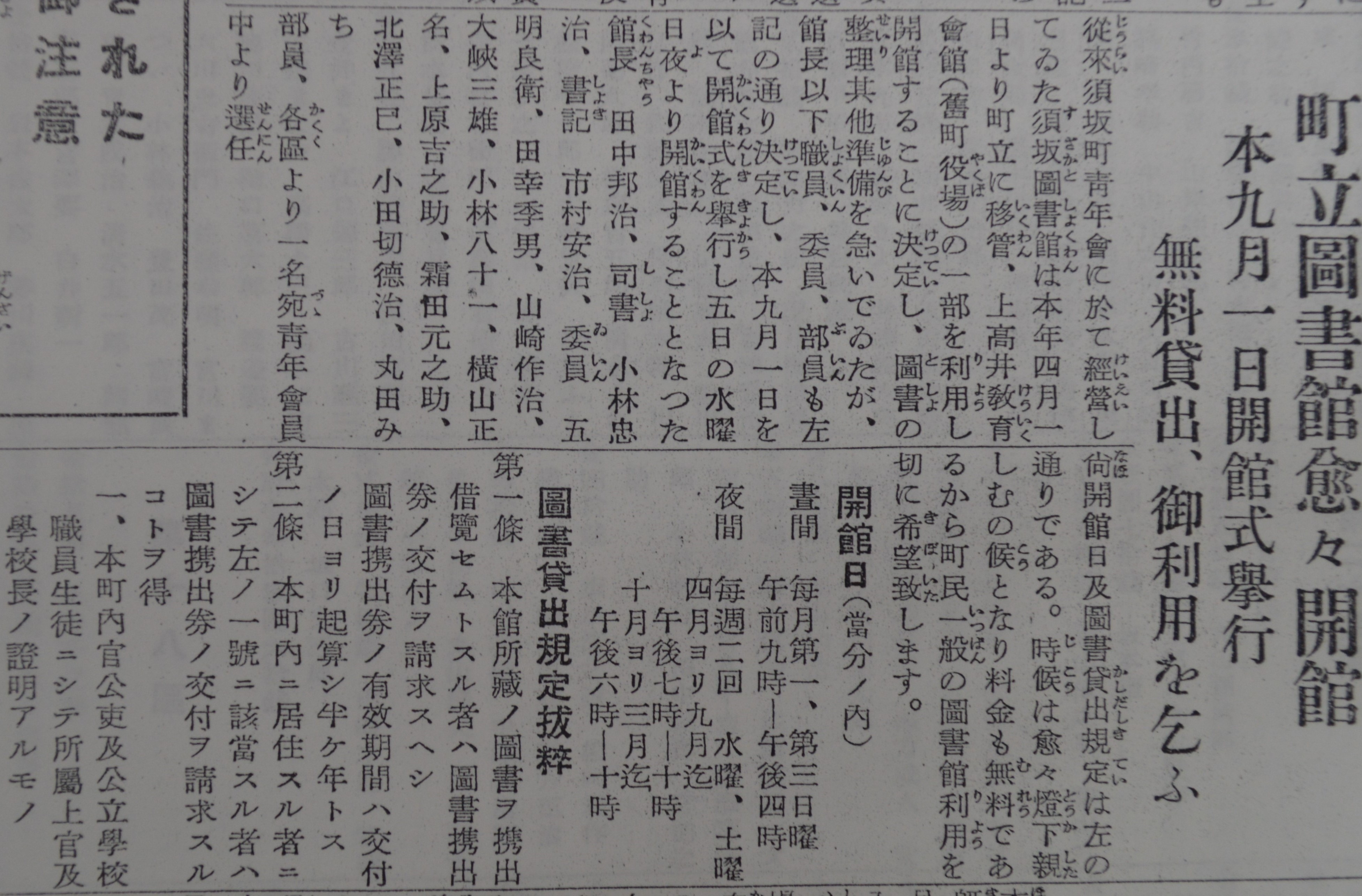
町立須坂図書館の開館を報じる記事（『須坂町報』1939年9月1日号）

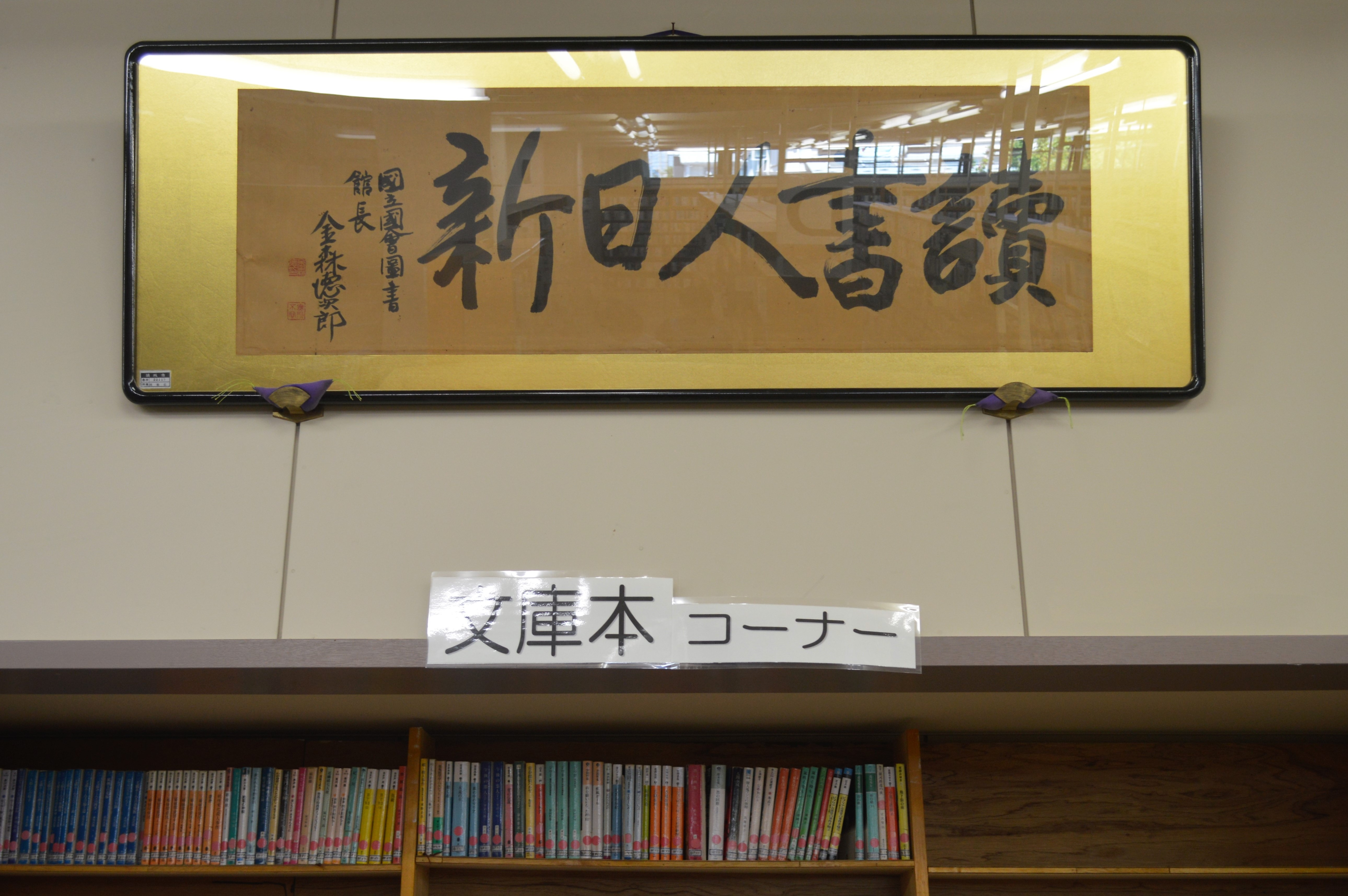
国立国会図書館長の金森徳次郎による「読書人日新」

1939年（昭和14年）4月1日に図書館は須坂町へ移管され、町立須坂図書館となるとともに旧須坂町役場である上高井教育会館の1室へ移転した。9月1日に開館式を挙行、9月5日19時から一般利用を開始した。貸し出しは役場職員と青年会員が合同で「図書部員」として奉仕し、利用料は無料であった。当時は水曜日と土曜日に18時（4 - 9月は19時）から22時まで、第1・3日曜日に9時から16時まで開館していた。
第二次世界大戦が終結した1945年（昭和20年）度は83日開館し、約3,300人が閲覧に訪れた。図書館職員は、須坂町長が館長を兼任、2人の司書は国民学校・青年学校の校長がそれぞれ兼任していた。須坂町が長野県庁に提出した書類では、図書館を「敗戦日本が虚脱状態から立上がって道義を昂揚し、豊かな文化的教養を身につけて新日本の建設、文化日本を再建」するために必要であると位置付けた。1946年（昭和21年）度は約1,900円の図書館予算が付けられ、村岡花子『新日本の女性に贈る』、谷川徹三『文化と教養』など新時代の思想・文化を反映した図書が購入された。また須坂読書クラブが同年設立し、町民有志が新刊書や良書の購入・回覧を目的として活動を開始した。
1947年（昭和22年）7月、町は上高井教育会に対して図書館の隣室の借用を要請し、閲覧室に充当した。同年9月1日からは従来、週2回19時から開館していた図書館が、土曜日の午後と日曜日の日中も開館することになり、1948年（昭和23年）6月15日からは専任職員を配置し、休館が月曜日のみとなり、開館時間は8時から16時（土曜日は20時から22時も開館）と利便性が向上した。同年11月6日から11月8日にかけて創立25周年・町立移管10周年を記念して、金原省吾の講演会や全須坂美術展覧会などの記念行事を開催した。
1950年（昭和25年）4月、図書館法が制定されたことを受け、須坂町でも1951年（昭和26年）2月27日に町立須坂図書館条例を公布し、図書館法に基づく図書館へ移行した。同年6月に日本十進分類法を採用し、1952年（昭和27年）6月より開架式に移行した。
現今の須坂市域には、高甫文庫を発展させて1931年（昭和6年）に高甫村役場敷地内に高甫農村図書館も開設されている。高甫農村図書館は木造2階建12坪（≒39.7 m2）で、一段高くした畳のコーナーがあり、座ってもあぐらをかいてもいいようにしていたのが特徴であった。1949年（昭和24年）には4つの分館を持つ閲覧者数約1,000人の図書館となった。豊丘村では公民館図書部が図書館活動を担い、1953年（昭和28年）8月時点で528冊を所蔵していた。

### 市立須坂図書館（1954-）
1954年（昭和29年）4月1日、須坂町が市制施行し須坂市が発足、市立須坂図書館に改称した。高甫農村図書館は市立須坂図書館の管理下に入り、須坂図書館は豊洲・日野・井上・高甫に配本所を設けた。須坂市の青年団文化部は当時、生活課題学習会を開催しており、須坂図書館は1955年（昭和30年）3月に「読書会運動」を開始して学習会に図書を提供することで利用拡大を図った。さらに母親文庫運動や郷土史家による「史談会」の発足によって図書館利用者は増加し、1957年（昭和32年）9月に約200人出席した第1回読書会大会が須坂市立小山小学校で開催された。なお母親文庫が正式に組織化されたのは1958年（昭和33年）12月に婦人会の支部単位で配本を開始してからのことであり、1968年（昭和43年）7月からは小学校のPTAが加わり、800人を超える会員が加入した。

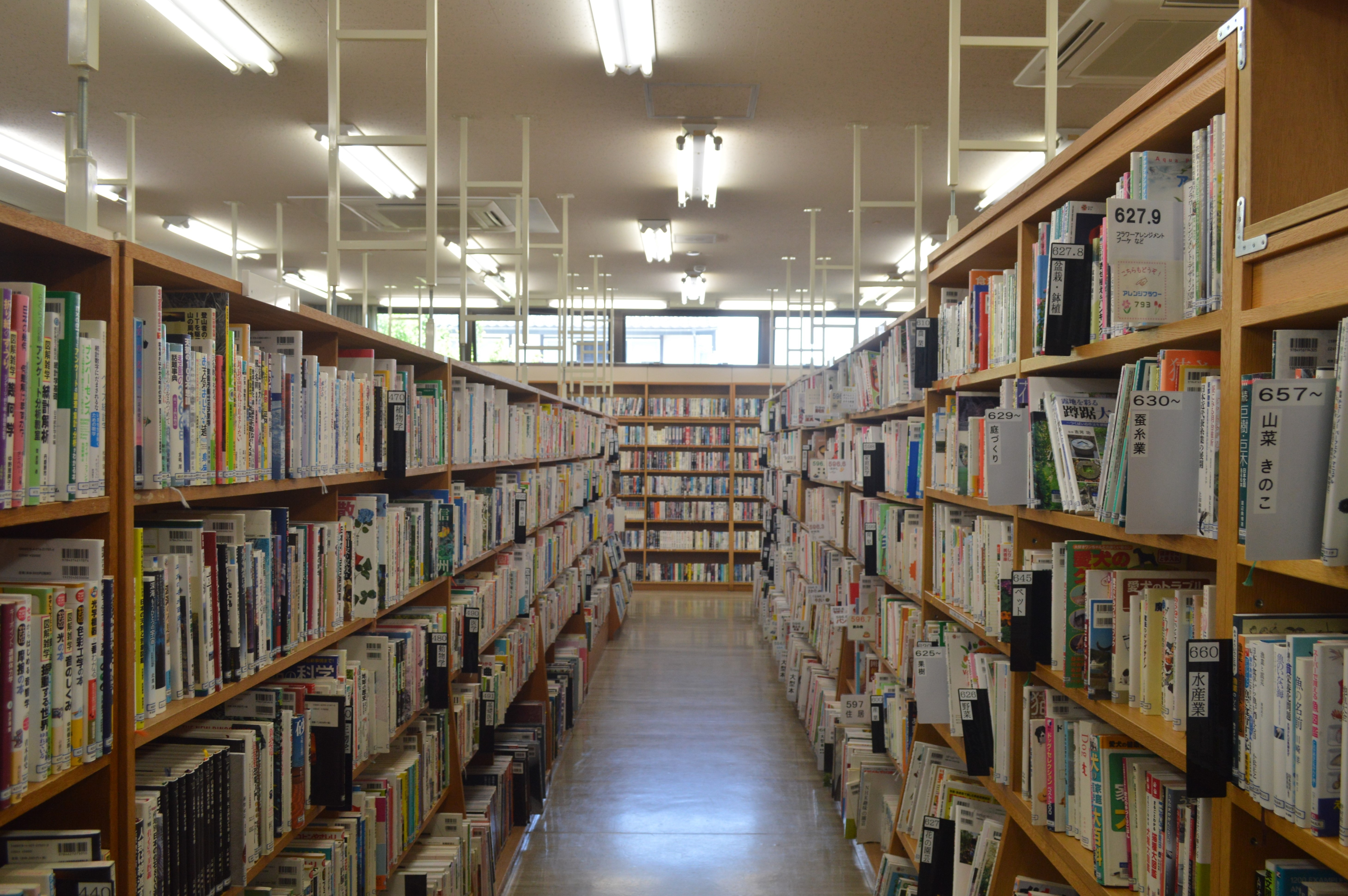
現行館の館内

1965年（昭和40年）12月、須坂市役所新庁舎の完成に伴い、旧市役所分室を改築して須坂図書館に充当した。利用者への更なる便宜を図るため、1981年（昭和56年）2月におよそ1億1700万円をかけて新館を建設し、そこへ移転した。新館への移転後、読み聞かせや紙芝居の開催、コンピュータ・配本車の導入などの取り組みを行っている。

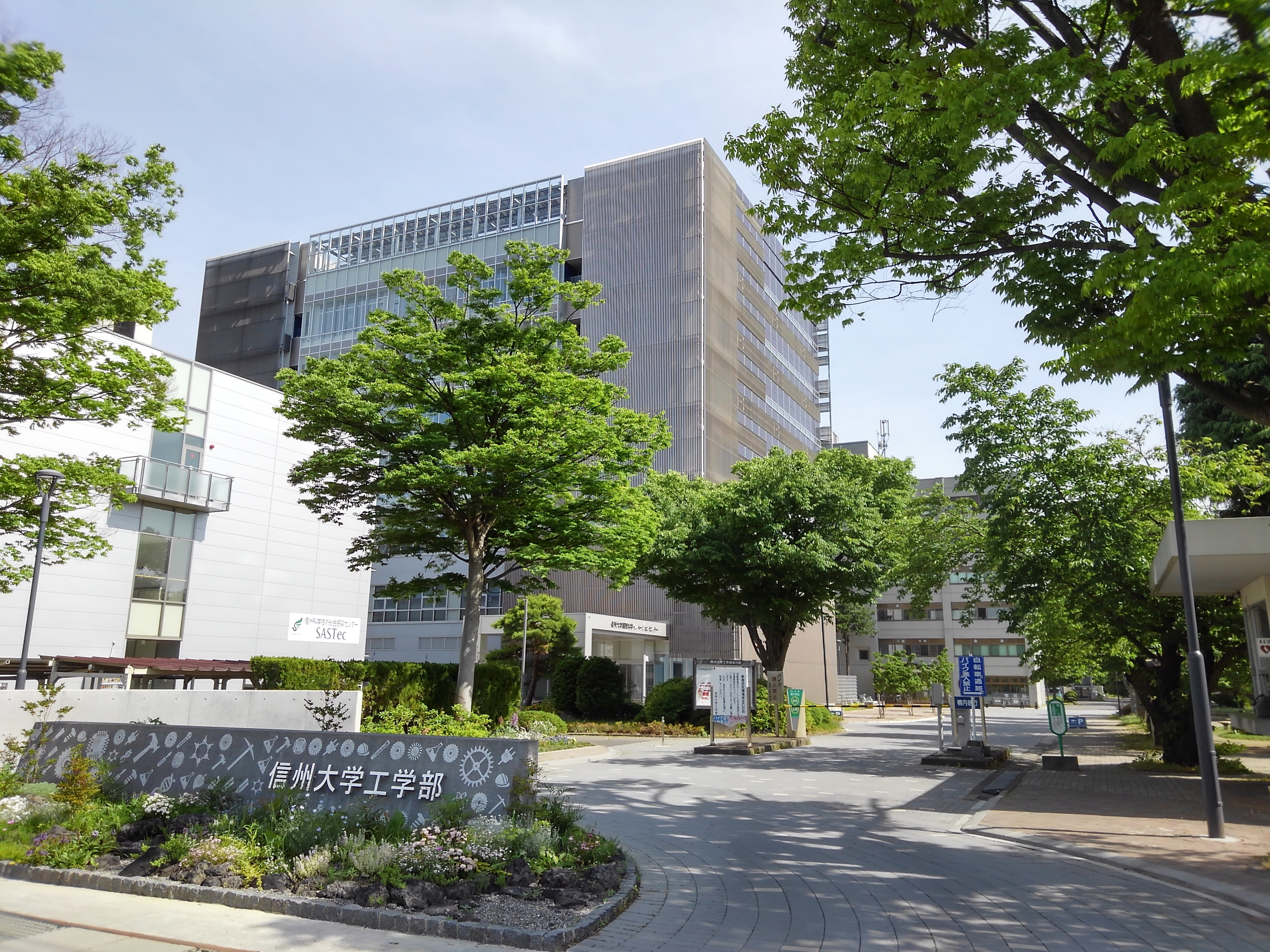
信州大学工学部

2014年（平成26年）10月3日、長野市の信州大学工学部図書館と連携協力協定を締結し、相互に図書の貸し借りができるようになったほか、工学部図書館を経由して須坂図書館の利用者が信州大学附属図書館全体で保有する約125万冊の図書にアクセスできるようになった。
図書館は老朽化が進んでおり、建て替えの提案も市民から出ているが、須坂市当局は耐震面で問題がないことや財政難を理由に現行の建物を維持する方針である。2016年（平成28年）1月には緊急防災・減災事業債を活用して約2000万円をかけてトイレの改修工事を行い、これを機に避難所に指定された。同年4月には読書室で昼食をとることができる時間「ランチタイム」を設定し、飲食を希望する受験生や長時間利用者の便宜を図った。2017年（平成29年）10月には読書週間を前に「本が泣いています」と題した展示企画を実施した。この企画では、利用者が蛍光ペンで線を引いた本や、クーポンを切り取った雑誌などを展示し、大切にするよう呼びかけるものであった。

## 利用案内
須坂図書館は1981年（昭和56年）に建設された館舎を継続使用しており、市民から建て替えを求める声も挙がっている。入り口には階段がある。階段の足元には「ツメクサ」を紹介する貼り紙があり、そこでは図書館で所蔵する植物の本の紹介もなされており、岡本真は「これぞ、レファレンス!」と評している。
コンピュータシステムには富士通のiLiswing21/WeV2を採用している。信州大学工学部図書館と連携協定を結んでいることから、須坂図書館で信州大学附属図書館の本を借りることができ、工学部図書館に須坂図書館の本を返すこともできる。
- 開館時間：9時から19時まで（土日祝は17時まで）
- 休館日：月曜日（祝日の場合は火曜日）、最終金曜日（祝日の場合は前日）、館内整理日、年末年始、蔵書点検期間
- 貸出制限：須坂市に居住・通勤・通学する者および上高井郡小布施町・高山村、長野市に居住する者。
- 貸出可能点数：10点（うちCD・DVD・ビデオは3点まで、新刊書・雑誌は2冊まで）
- 貸出可能期間：本・雑誌=2週間、CD・DVD・ビデオ=1週間
  - 予約がなければ、本・雑誌は2回まで延長が可能。
- 返却場所：図書館カウンター、ブックポスト
- 団体貸出、各種データベース（信濃毎日新聞、官報など）、レファレンスサービス、複写、予約、リクエストが利用可能。

館内
| 館名 | 階  | 主な設備 |
| 本館 | 2階 | 読書室、YAコーナー、就学支援コーナー、郷土資料室、美術室、お話ボランティアの部屋、録音室                                                               |
| 本館 | 1階 | えほんコーナー、紙芝居コーナー、児童コーナー、一般書コーナー、新刊コーナー、すざかびとの本コーナー、情報コーナー、貸出カウンター・レファレンスコーナー |
| 西館 | 2階 | 講習室（第1・第2） |

西館は旧・須坂高等職業訓練校の校舎である。

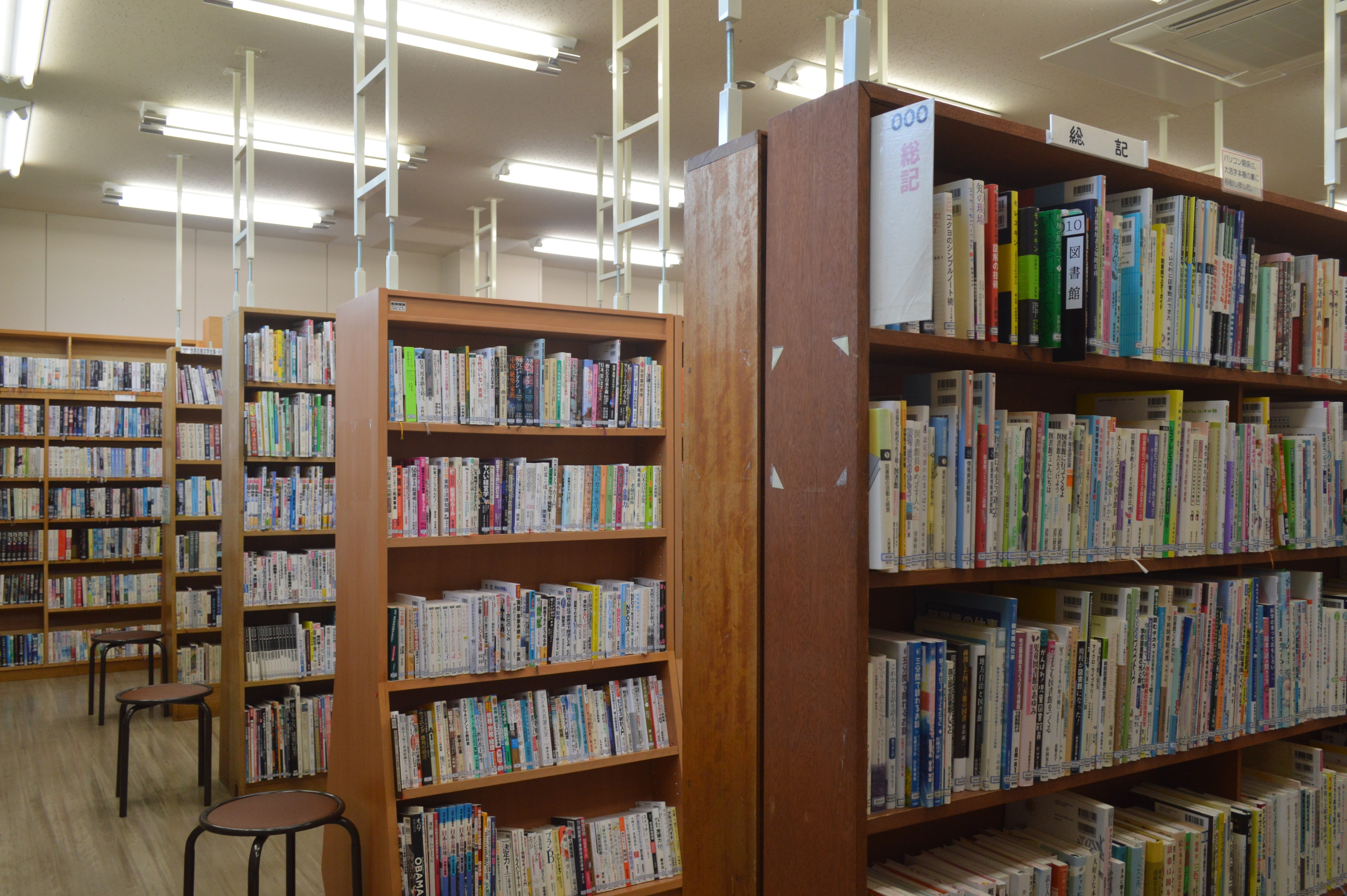
一般書の書架
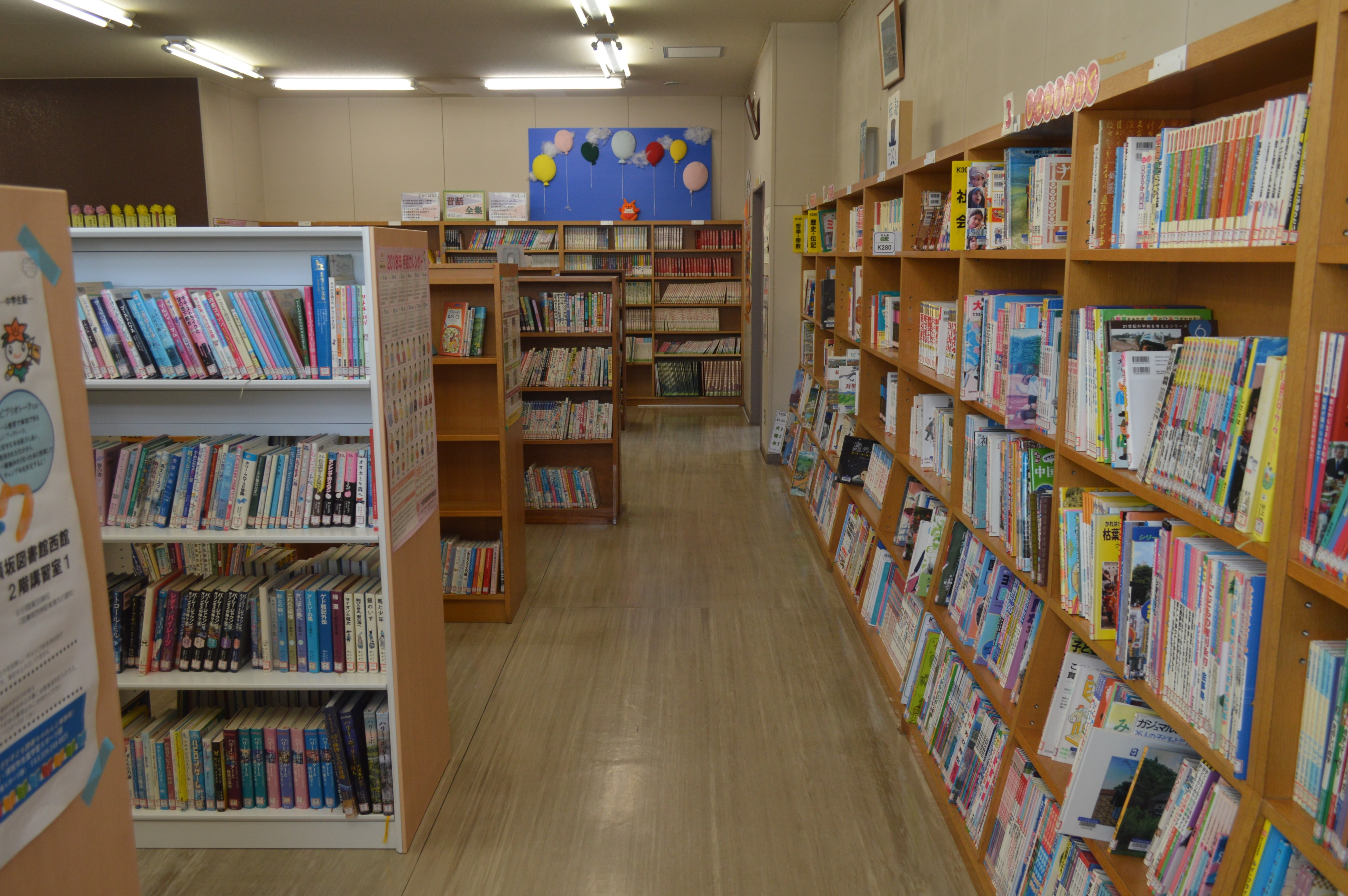
児童書の書架
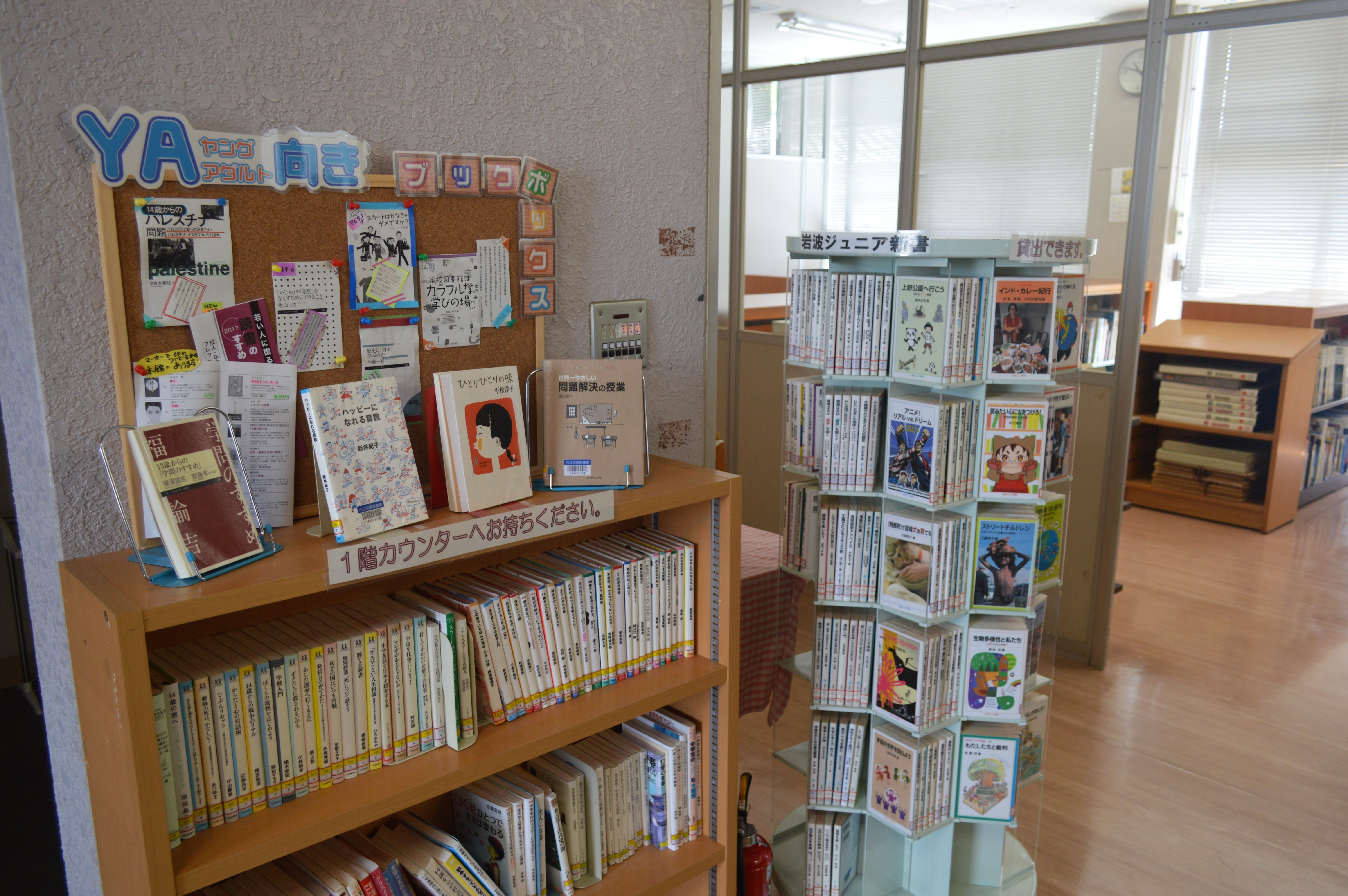
ヤングアダルトコーナー
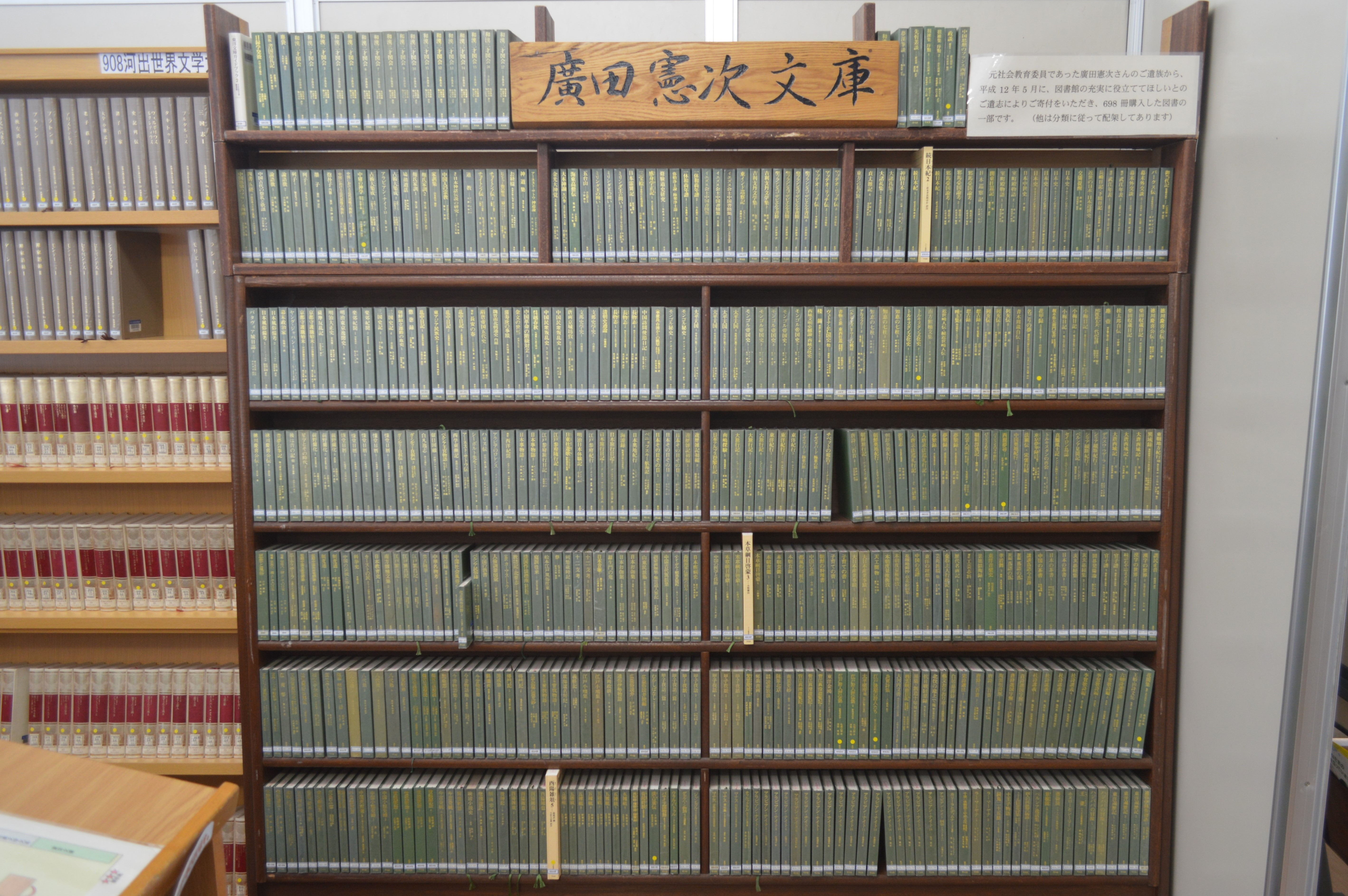
廣田憲次文庫
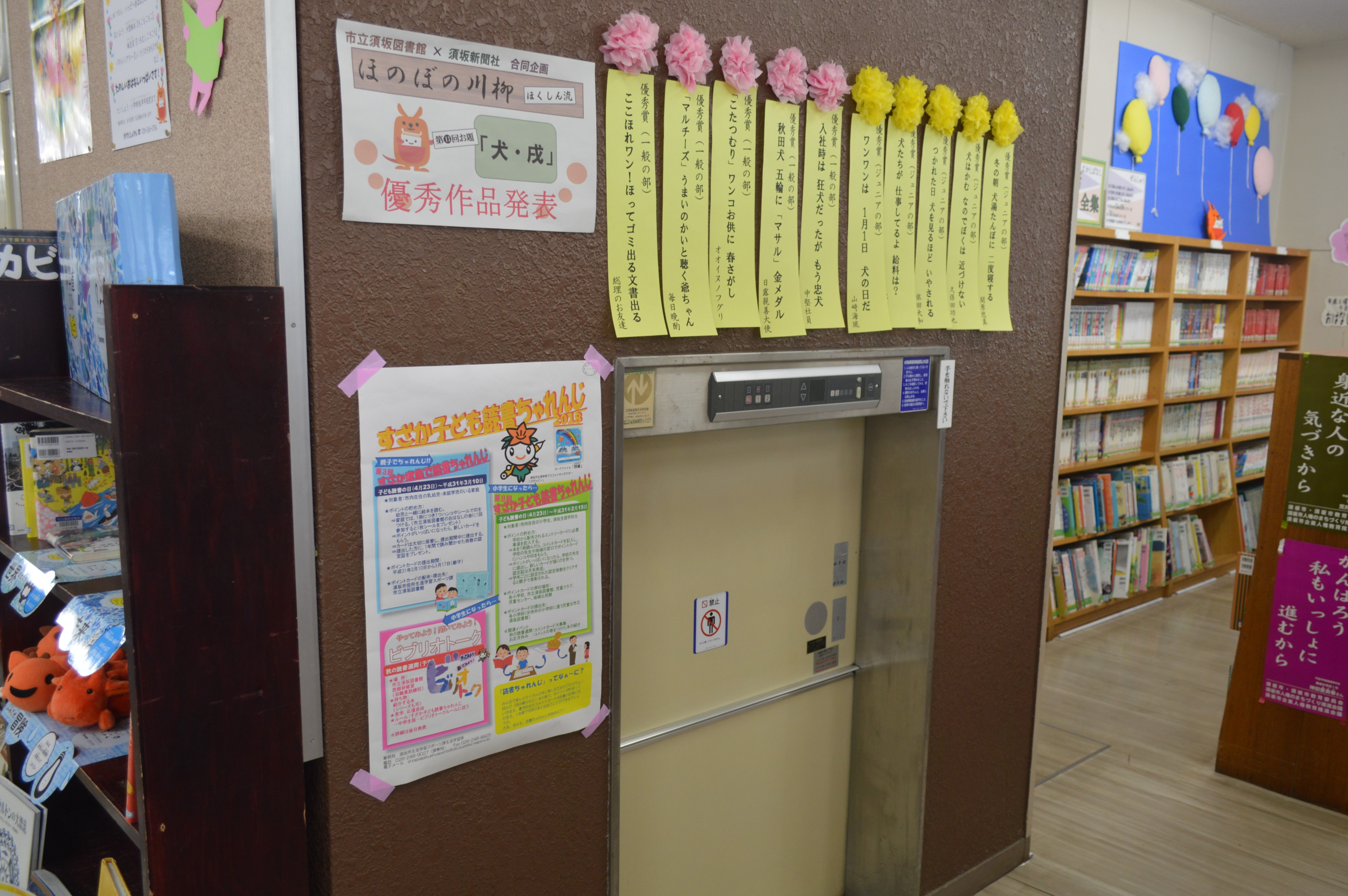
小荷物専用昇降機

### 交通
- 長野電鉄長野線須坂駅から徒歩約15分[36]。
- 上信越自動車道須坂長野東ICから自動車で約15分[36]。
  - 駐車場は東側・西側・社会体育施設の3か所に合計85台分ある[37]。

## 特色

### 資料の特徴

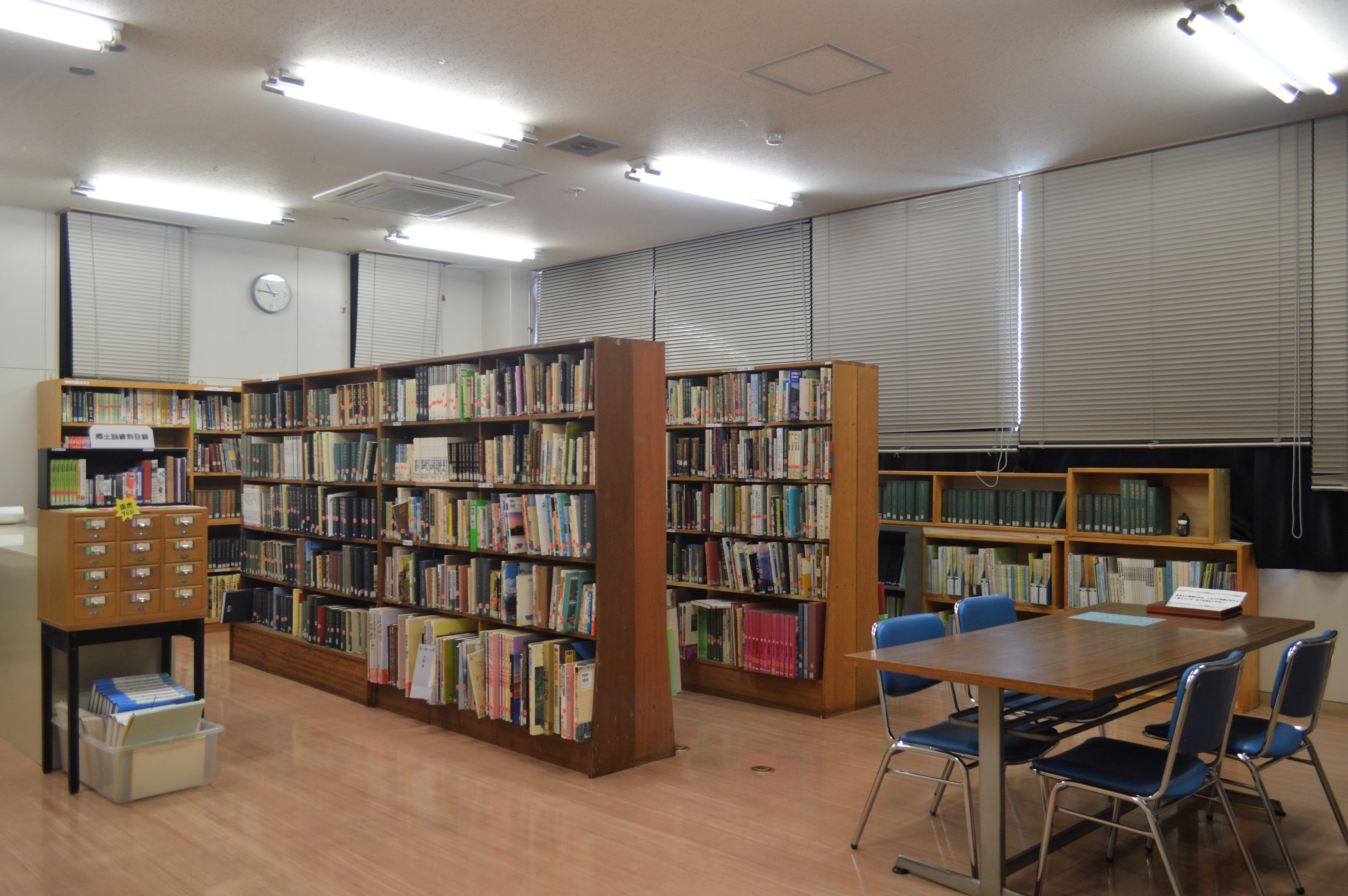
郷土資料

須坂図書館の蔵書数は約19万冊と長野県の図書館では中位にある。市民からは小説が多いと評される。
須坂図書館では須坂市在住または須坂市出身の人物を「すざかびと」と称して、彼らの著書を集めた「すざかびとの本」コーナーを設けている。また郷土史上の人物や須坂市ゆかりの人物にもスポットライトを当て、関連資料の収集を行っている。さらに須坂市に伝わる須坂小唄や神楽なども「すざかびとの音」として収集し、音訳ボランティアの協力で「県歌『信濃の国』を楽しむ」という独自のCDも制作している。
このほか、紙芝居と製糸関係資料に特色がある。特に紙芝居は、児童向けから高齢者向けまで幅広く収集し、市民が自作した物も含め1,500点を所蔵する。また紙芝居用の舞台（パネルシアター）や照明、拍子木の貸し出しも行っている。

### ぶっくるー

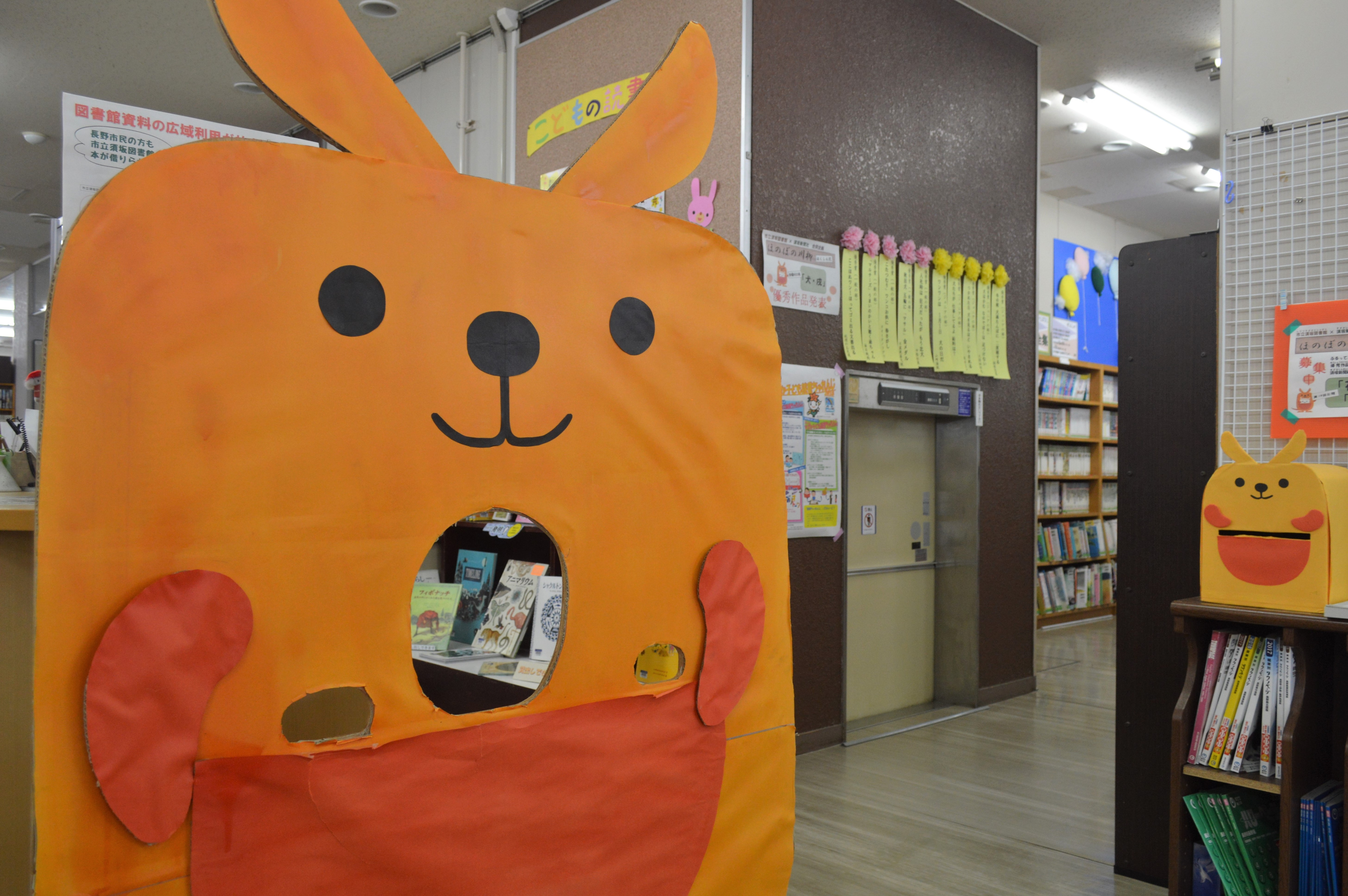
カウンター付近

「ぶっくるー」は須坂図書館の公式キャラクターである。お腹にポケットがあり、中に「ぽんちゃん」という別のキャラクターが入っている。キャラクターの名前は市民が命名した。
2014年（平成26年）より親しみのある図書館を目指し、ぶっくるーを館内掲示や印刷物、職員のエプロンの柄に採用している。2015年（平成27年）には子供用トイレの個室にぶっくるーを配置し、「ひとりでできるかな?」と見守るようにした。

### ほのぼの川柳ほくしん流
2016年（平成28年）1月のトイレ改修工事完了を契機として、多目的トイレ前で「ぶっくるー川柳」として始まったもので、須坂図書館が須坂新聞社と合同で開催している企画である。毎回お題を設定して奇数月に締め切り、応募作品から5点を寸評とともに優秀賞として選出する。毎回100点ほどの応募があり、中にはクラス単位で取り組む学校もある。応募作品のうち入選したものは、須坂図書館で掲示されるほか、須坂新聞にも掲載される。2018年（平成30年）には読、一、犬、花・桜、国・世界、水・海の各お題が出され、各回の優秀賞の中から来館者の人気投票を行い、年間大賞・準大賞を選定した。

### 信州須坂どこでも図書館
2013年（平成25年）より実施しているもので、市内の店舗や公共施設、医療機関などの一角に設置者の本や須坂図書館の本を配架し、読書活動の推進と地域活性化を兼ねて行われる活動である。どこでも図書館の協力者はぶっくるーの描かれた看板を屋外に掲げ、一目でどこでも図書館の活動を行っていることが分かるようにしている。2017年（平成29年）時点で50以上の「図書館」が開設されている。
どこでも図書館の設置者は須坂図書館の除籍本の提供を受けることができ、ブックリサイクル市では優先して参加することができる。どこでも図書館用の本には、ぶっくるーのシールが貼られ、貸し出しを行うかどうかは設置者に委ねられている。どこでも図書館の活動は、「本に親しむ環境創出」を掲げており、移動図書館の機能を代替する役割も持ち合わせる。

### おはなしの会と朗読会
おはなしの会は土曜日の11時からボランティアが子供向けに実施しているもので、継続参加を促すために「おはなしポイントカード」の発行を行っている。また七夕祭りやクリスマス会など季節に応じたイベントも行っている。
朗読会は「おとなのための」と銘打っており、毎年春と秋に文学作品を語り聞かせる朗読会が開かれる。朗読会を開くだけでなく、朗読者の育成も行っており、日本朗読検定協会の認定を受けた講師による「やさしい朗読講座」を開催している。